# Baumaske
Eine Baumaske ist die Darstellung von Geschoss-, Trauf- und Firsthöhe eines geplanten Gebäudes im Maßstab 1:1 auf seinem Baugrundstück, um die Dimensionen dieses Baukörpers noch in der Planungsphase örtlich zu visualisieren. Mit Baumasken sollen insbesondere bei umstrittenen Bauvorhaben das Einfügen in die Umgebung und der evtl. Zubau von städtebaulich bedeutsamen Blickachsen besser beurteilbar werden.
Bekannte Baumasken waren zum Beispiel die Visualisierung des Berliner Stadtschlosses in den 1990er Jahren mit einem Gerüst, welches mit fotorealistischen Planen bespannt war, sowie die gleichartige Darstellung der nahe gelegenen Schinkelschen Bauakademie Berlin durch ein Planenhaus ab dem Jahr 2004.

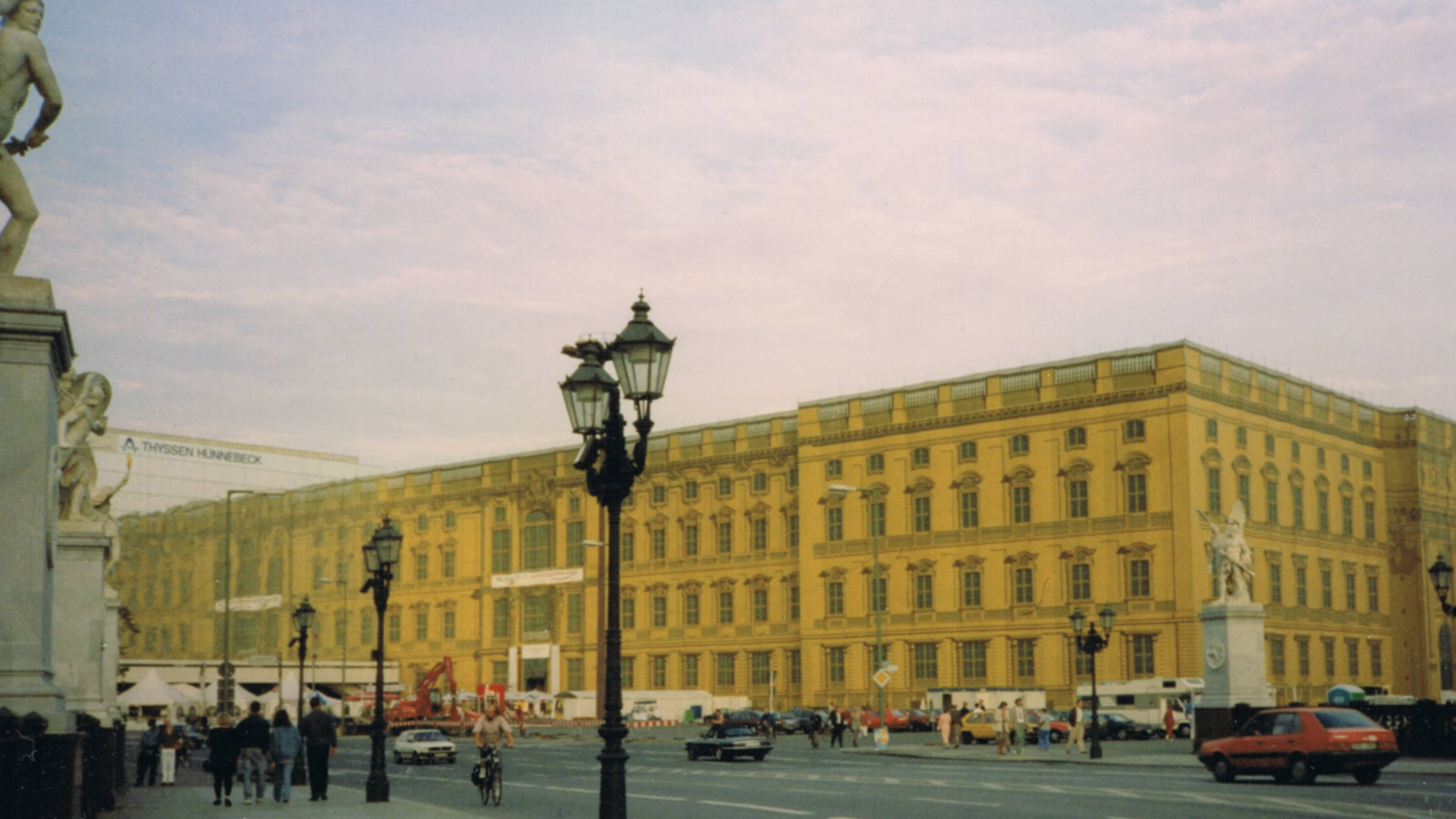
Baumaske des Berliner Stadtschlosses 1994

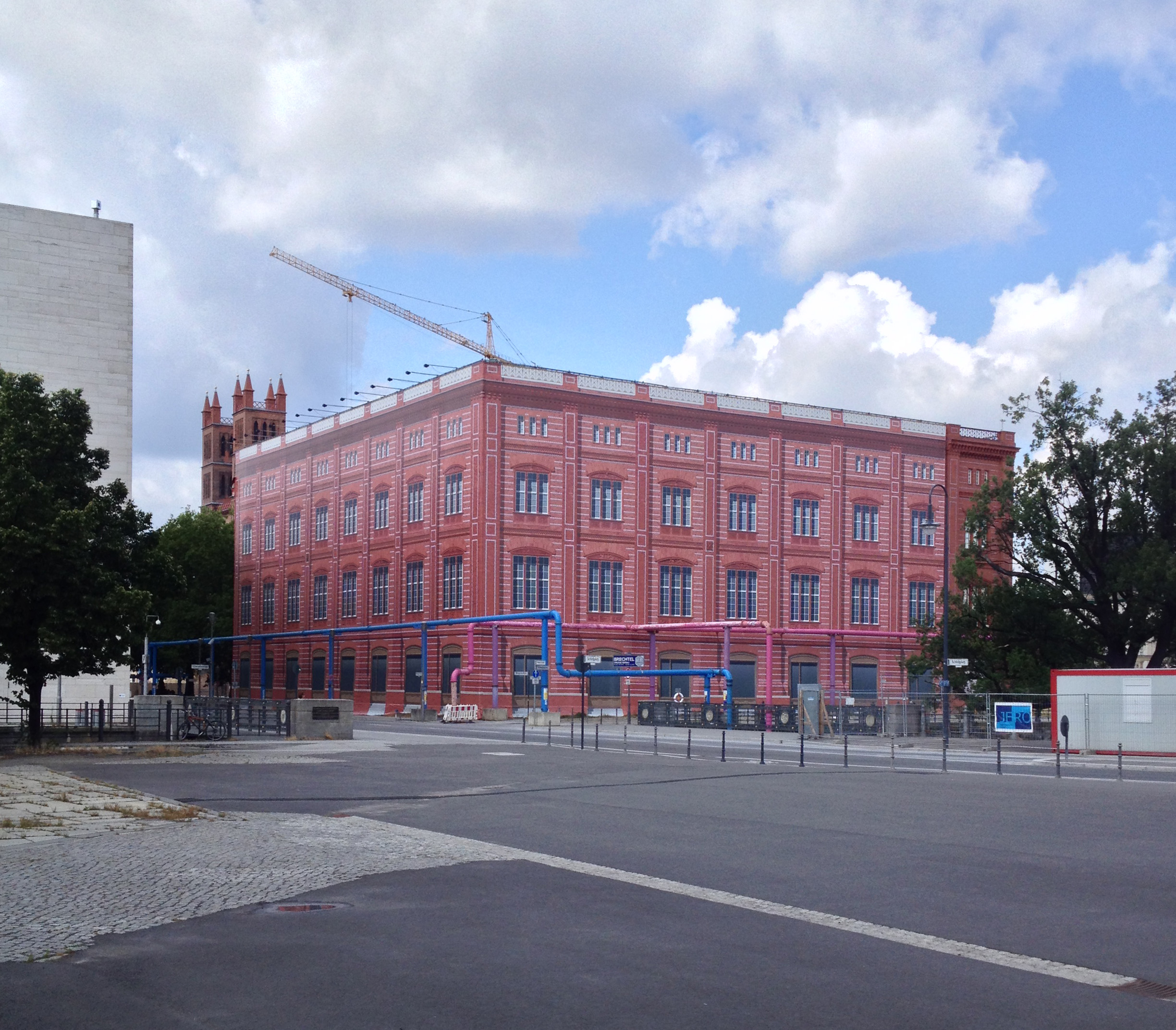
Baumaske der Berliner Bauakademie